# Externalización (psicología)
La externalización es un término utilizado en la teoría psicoanalítica que describe la tendencia a proyectar los estados internos de una persona hacia el mundo exterior. Generalmente se considera un mecanismo de defensa inconsciente, por lo que la persona no es consciente de que lo está realizando. La externalización adquiere un significado diferente en la terapia narrativa, donde se anima al cliente a externalizar un problema para obtener una nueva perspectiva sobre él.
Este concepto proviene originalmente de la teoría de la proyección de Freud, propuesta a principios del siglo XX, y se consideraba uno de sus principales mecanismos de defensa. En comparación con la proyección, la externalización tiene un significado más amplio y generalizado. A lo largo de los años, con la evolución e integración interdisciplinaria, la externalización ha pasado a ser vista como un proceso mediante el cual los seres humanos interactúan, se relacionan e influyen en el mundo exterior. En esta interpretación más amplia, la externalización suele considerarse un proceso consciente. A finales del siglo XX, la externalización se incorporó con éxito a la terapia narrativa, donde logró un impacto notable. A principios del siglo XXI, investigaciones en neurociencia también exploraron cómo la externalización afecta el comportamiento humano, particularmente en conductas relacionadas con el peligro, la excitación y la agresión. Estos estudios confirmaron una conexión entre los procesos de externalización y diversas formas de disfunción neurológica.

## Psicoanálisis
En la psicología freudiana, la externalización es un mecanismo de defensa mediante el cual un individuo proyecta sus propias características internas hacia el mundo exterior, particularmente hacia otras personas. Por ejemplo, un paciente que es excesivamente discutidor podría percibir a los demás como discutidores y a sí mismo como «inocente».
Inicialmente, la externalización puede rastrearse hasta la teoría de la proyección. En las primeras etapas del desarrollo teórico, Sigmund Freud no introdujo sistemáticamente el término «externalización» como una frase distinta de la proyección, sino que consideraba generalmente que las definiciones de ambos eran consistentes. En cambio, se estableció a través de una serie de estudios posteriores basados en su teoría de la proyección. La interpretación de Freud sobre este mecanismo se ilustra vívidamente en el famoso caso de Daniel Paul Schreber, cuyas experiencias delirantes implicaban proyectar ansiedad interna en persecución divina, lo que conducía a síntomas somáticos, un proceso que apoya estrechamente la descripción de Freud sobre la proyección.
Tras la introducción general del concepto de externalización por parte de Freud, atrajo una atención significativa de psicoanalistas posteriores. A mediados del siglo XX, la psicóloga Melanie Klein llevó a cabo una serie de experimentos para explorar las características de este concepto, proporcionando una interpretación más detallada y específica que profundizó en la comprensión de la relación dinámica entre la internalización y la externalización. Primero, al estudiar cómo los bebés usan la internalización y la proyección para manejar la ansiedad, introdujo los conceptos de «posición esquizo-paranoide» y «posición depresiva». La primera destaca que los bebés siguen un patrón consistente al externalizar y proyectar emociones, simplificando así sus sentimientos en dos objetos «buenos» y «malos», y luego externalizan estos sentimientos al mundo. La segunda representa una etapa más profunda en la que los niños comienzan a reconocer e integrar estas partes divididas del yo, entendiendo que los objetos buenos y malos pueden coexistir dentro del yo, formando así un sentido más completo de identidad propia. Además, Klein introdujo la importante teoría de la «identificación proyectiva», que destaca que cuando los individuos externalizan sus emociones y sentimientos, no solo perciben a la persona sobre la que se proyecta como si compartiera las mismas emociones, sino que también intentan inconscientemente forzar a otros a creer y manifestar esos sentimientos. La forma severa de externalización se considera un posible factor en el proceso de inducir esquizofrenia.
Como otros mecanismos de defensa, la externalización puede ser una protección contra la ansiedad y, por lo tanto, es parte de una mente sana y normalmente funcional. Sin embargo, si se lleva al exceso, puede conducir al desarrollo de una neurosis. Para ilustrar la versión más fuerte de externalización de Klein: una persona llena de resentimiento hacia la vida podría externalizar esta negatividad a través de comportamientos específicos, lo que finalmente hace que quienes la rodean adopten una visión del mundo igualmente pesimista, reforzando y remodelando así el clima emocional.
Desde una perspectiva psicoanalítica, la aparición de la externalización sigue un proceso estructurado. Primero, los individuos experimentan malestar o angustia desencadenados por un factor externo. Cuando esta inquietud interna persiste, comienzan a atribuirla a fuentes externas. Subconscientemente, asumen que otros deben sentir lo mismo como una forma de reafirmación emocional. Finalmente, a través de interacciones conductuales, estas atribuciones se refuerzan y se hacen realidad, completando el proceso de externalización emocional y cognitiva.

## Psicología social y del desarrollo
La comprensión psicológica social de la externalización difiere algo de la del psicoanálisis. En investigaciones tempranas, Erving Goffman utilizó metáforas teatrales para ilustrar cómo los individuos se presentan en las interacciones diarias con el mundo. Enfatizó que el «yo» no es una esencia interna fija, sino más bien un producto de la actuación. Su trabajo fue uno de los primeros en conectar actos conscientes de externalización con las formas en que los individuos moldean su imagen personal e influyen en las estructuras sociales a su alrededor. Basándose en esto, Peter Berger y Thomas Luckmann desarrollaron aún más el concepto en su estudio de 1966. Propusieron que la realidad se construye a través de la comunicación, y la externalización es un proceso continuo mediante el cual ocurre esta construcción. En este proceso, los individuos expresan sus significados subjetivos a través de acciones, lenguaje e instituciones, integrándolos así en el tejido del mundo social. Más específicamente, las actividades humanas moldean y proyectan activamente la realidad, que luego se objetiva e internaliza en el orden social más amplio. En comparación con el enfoque psicoanalítico, que se centra en mecanismos intrapsíquicos, la perspectiva psicológica social pone mayor énfasis en cómo los individuos articulan sus percepciones y emociones subjetivas y, a través de esta expresión, transforman activamente la realidad social. En resumen, la externalización aquí se refiere a cómo las personas modifican las estructuras sociales a través de sus acciones.
Un ejemplo clásico que ilustra esto es el escenario del aula. En un aula, los maestros y los estudiantes participan en comportamientos como levantar la mano o asignar tareas, que siguen reglas socialmente construidas, en lugar de naturales. A través de estas acciones, los individuos externalizan significados subjetivos (por ejemplo, la identidad del maestro como una «autoridad del conocimiento»), moldeando y manteniendo así la realidad social.
En el mismo período, la psicología del desarrollo también ofreció una nueva capa de comprensión de la externalización. Haciendo eco de las visiones de la psicología social, la escuela del desarrollo, representada por el trabajo de Erik Erikson, consideró igualmente la externalización como un mecanismo constructivo y funcional. Permite a los individuos proyectar su mundo interno hacia afuera a través del comportamiento, facilitando así la comprensión mutua, la comunicación y la influencia con el entorno externo. Erikson abordó el concepto desde una perspectiva más detallada y expansiva. Sus estudios sobre cómo los adolescentes externalizan conflictos internos en comportamientos rebeldes durante la pubertad son particularmente emblemáticos de su comprensión del concepto.
Como resultado, con las contribuciones posteriores de la psicología social y del desarrollo, la externalización dejó de ser vista únicamente como un mecanismo de defensa patológico. En cambio, pasó a ser entendida y aceptada como un factor vital en el desarrollo social humano, uno que permite al yo navegar y responder a las complejidades de los desafíos sociales y ambientales a través de la cognición y la expresión emocional.

## Terapia narrativa
La terapia narrativa ofrece otra perspectiva sobre el papel práctico de la externalización. En este enfoque, la externalización juega un papel significativo como una práctica discursiva y lingüística, ayudando a los pacientes a participar en el proceso terapéutico. Este método requiere que el individuo que recibe terapia tenga cierto grado de identidad propia e interacción con narrativas culturales, permitiéndoles participar activamente en el diálogo y separarse verdaderamente de sus problemas. Permite a los pacientes aliviar la ansiedad en diversos grados, mejorar la salud mental, y explorar diferentes formas de construcciones sociales, creando así posibilidades narrativas más diversas y ampliando las oportunidades para las elecciones de vida.
Michael White afirma que el problema del cliente se externaliza para alterar su punto de vista.

## Neurociencia de la externalización
Los problemas con la autorregulación, incluyendo la impulsividad, la violencia, la búsqueda de sensaciones y el incumplimiento de reglas, son indicativos de una vía de riesgo externalizante. Existe una discrepancia entre los circuitos relacionados con la recompensa de abajo hacia arriba, como el estríado ventral, y los circuitos de control inhibitorio de arriba hacia abajo, ubicados en la corteza prefrontal, que vinculan los comportamientos externalizantes. La externalización a menudo está relacionada con los trastornos por consumo de sustancias. En particular, el trastorno por consumo de alcohol es uno de los trastornos a los que se ha dedicado mucha investigación sobre externalización. A menudo, los problemas dentro de la vía de riesgo externalizante, especialmente las vulnerabilidades en la autorregulación, pueden impactar el desarrollo del trastorno por consumo de alcohol de manera diferente en las etapas del ciclo de adicción. Asimismo, el consumo de marihuana se ha vinculado a una vía externalizante que destaca el comportamiento agresivo y delictivo. Otro tipo de trastorno vinculado a la vía externalizante es el trastorno de personalidad antisocial debido a su tendencia a relacionarse con la falta de contención. Muchas investigaciones han examinado las similitudes entre el trastorno de personalidad antisocial y el trastorno por consumo de sustancias en relación con los comportamientos externalizantes.

## Críticas
Las críticas a la externalización generalmente se abordan desde una perspectiva global. Una preocupación común es que usar la externalización como un mecanismo de defensa disminuye el papel de la internalización, potencialmente descuidando la complejidad del trabajo introspectivo. Esto podría llevar a que los clientes en entornos terapéuticos (particularmente en la terapia narrativa) eviten la introspección crítica necesaria para una curación profunda.
En la neurociencia, una preocupación clave es que atribuir los comportamientos de externalización principalmente a mecanismos neurobiológicos puede promover el determinismo biológico, pasando por alto los factores ambientales y sociales que también juegan un papel crucial en el comportamiento humano.